# Chilwa
Chilwa – jezioro w południowo-wschodnim Malawi, przy granicy z Mozambikiem. Po jeziorze Niasa jest to drugie co do wielkości jezioro w Malawi, rozciąga się na długości ok. 60 km w kierunku północ-południe i ok. 40 km w kierunku wschód-zachód. Lustro jeziora leży na wysokości 627 m n.p.m. Od 2006 roku jezioro wraz z przyległymi terenami wpisane jest na listę rezerwatów biosfery UNESCO jako Lake Chilwa Wetland.
Jezioro zasilane jest siedmioma rzekami, ale nie posiada rzek odpływowych. Przypuszcza się jednak, że poprzez bagna lub podziemne cieki wodne odbywa się pewna wymiana wód z położonym na północ jeziorem Chiuta, które z kolei w podobny sposób łączy się z jeziorem Amaramba w Mozambiku, skąd odpływają wody rzeki Lugenda. Jeziora Chilwa i Chiuta oddzielone są od siebie wysoką na 15 do 25 metrów barierą piasku, powstałą przypuszczalnie 10 tysięcy lat temu.

## Geografia
Jezioro Chilwa jest stosunkowo płytkie – głębokość wody sięga 1 do 2 metrów. Jego powierzchnia wynosi ok. 2250 km², zależy jednak w dużej mierze od objętości wód dopływowych. Rozróżnia się między otwartą przestrzenią jeziora, bagnami i okresowo zalewanymi obszarami lądu. Ich obszar wynosił w czasie pory suchej w październiku 2006 roku odpowiednio 828, 303 i 687 km². Po długich okresach suszy otaczające jezioro bagna oraz części samego jeziora mogą wysychać. Przy niskich stanach wód podnosi się poziom zasolenia. Na roślinność brzegów jeziora składa się głównie trzcina (Typha domingensis, gatunek trzciny pałkowej), z której miejscowa ludność wyrabia liny, mogące służyć do mocowania sieci rybackich.
Na terenach przyległych do jeziora Chilwa żyje łącznie ok. 77 tys. ludzi w blisko 300 osadach (stan według szacunków z 2000 roku). Gęstość zaludnienia wynosi 162 os./km², co czyni ten obszar jednym z najgęściej zaludnionych w Malawi.

## Rybołówstwo
Jezioro Chilwa jest bogate w ryby, roczne połowy sięgają tu średnio 15 tysięcy ton, co stanowi 22 procent połowów w całym kraju. Produktywność wynosi od 80 do 160 kg/ha. Na 85 procent połowów składają się trzy gatunki ryb: Oreochromis shiranus chilwae z plemienia
Tilapinae (lokalnie zwany Makumba), sum afrykański (lokalnie zwany Mlamba) i Barbus paludinosus z rodzaju Barbus (lokalnie zwany Matemba). Wszystkie trzy gatunki mogą się regenerować przy różnej wysokości wód.

## Historia
Niecka jeziora Chilwa jest obszarem zamieszkiwania ludów Nyanja, Yao, Nguni i Lomwe, które według źródeł pisanych już od XIX wieku, a przypuszczalnie i wcześniej, trudniły się rolnictwem na terenach zalewowych. Brytyjskie władze kolonialne bezskutecznie próbowały przekształcić bagna w strefę ochronną. Od lat 50. XX wieku część tych terenów została włączona w lokalne ramy gospodarki irygacyjnej. Obecnie propozycje FOA nie zakładają już rezygnacji z rolnictwa, tylko częściowe zagospodarowanie rolnicze i włączenie miejscowej ludności w programy ochrony wilgotnych obszarów wokół jeziora.
Do początku lat 70. XX wieku wdrożono sześć programów intensywnego zagospodarowania rolniczego, obejmujących 500 hektarów powierzchni i 1300 do 1500 rolników. Głównymi produktami rolniczymi są ryż, kukurydza, orzeszki ziemne i tytoń, miejscowa ludność uprawia też różnorodne gatunki warzyw na potrzeby własne.
Współcześnie poważnym zagrożeniem dla miejscowej przyrody – oprócz postępującej intensyfikacji rolnictwa - jest także odłów ptaków wodnych. Ptaki te są dla miejscowej ludności ważnym źródłem białka w czasie niskich połowów ryb. Rocznie łapie się tu szacunkowo 1,2 miliona ptaków. Zaliczają się do nich m.in. kokoszki zwyczajne, drzewice i srebrzanki hotentockie. Dla ich ochrony w 2001 roku otwarto 29 rezerwatów z całorocznym zakazem polowań. W 2003 roku wdrożono także duński projekt regulacji liczby odławianych zwierząt.